# Трново (Нова Горица)
Трново (словен. Trnovo, итал. Tarnova) је насељено место у општини Нова Горица, Горишка регија, Словенија.

## Историја
До територијалне реорганизације у Словенији било је у саставу старе општине Нова Горица.

## Становништво
У попису становништва из 2011. године, Трново је имало 359 становника.
| Број становника према пописима | Број становника према пописима | Број становника према пописима |
| ------------------------------ | ------------------------------ | ------------------------------ |
| 1991                           | 2002                           | 2011                           |
| 313                            | 305                            | 359                            |